# Замошье (Кировский район)
Замо́шье (фин. Saamusti) — деревня в Назиевском городском поселении Кировского района Ленинградской области.

## История
Впервые упоминается в Писцовой книге Водской пятины 1500 года как деревня Замошье в Егорьевском Лопском погосте.
Затем деревня Замошье упоминается в Дозорной книге Водской пятины Корельской половины 1612 года.
Деревня Замошье обозначена на карте Ингерманландии А. Ростовцева 1727 года.
Затем Замошье упоминается на карте Санкт-Петербургской губернии Ф. Ф. Шуберта 1834 года.

ЗАМОШЬЕ — деревня принадлежит:

Наследникам капитана Скворцова, число жителей по ревизии: 10 м. п., 8 ж. п.

Наследникам господ Фёдоровых: 13 м. п., 13 ж. п.

Статской советнице Наталье Арцыбашевой: 2 м. п., 3 ж. п.

Капитану 1-го ранга Андрею Арцыбашеву: 2 м. п., 3 ж. п.

Супруге его: 5 м. п., 3 ж. п.

Коллежскому асессору Дмитрию Арцыбашеву: 8 м. п., 6 ж. п.

Губернскому секретарю Александру Арцыбашеву: 4 м. п., 3 ж. п. (1838 год)

На этнографической карте Санкт-Петербургской губернии П. И. Кёппена 1849 года она обозначена как деревня «Saamusti», расположенная в ареале расселения савакотов. В пояснительном тексте к этнографической карте она записана как деревня Saamusti (Замошье (Замостье)), финское население которой по состоянию на 1848 год составляли савакоты — 11 м. п., 16 ж. п., всего 27 человек, а также присутствовало русское население, количество которого не указано. Деревня относилась к лютеранскому приходу Марккова.
Деревня Замошье отмечена на карте профессора С. С. Куторги 1852 года.

ЗАМОШЬЕ — деревня господ Скворцовых, Фёдоровых, Арцыбашевых, Пихачевой и Засс, по почтовому тракту и просёлочной дороге, число дворов — 18, число душ — 41 м. п. (1856 год)

Число жителей деревни по X-ой ревизии 1857 года: 48 м. п., 34 ж. п..

ЗАМОШЬЕ — деревня владельческая при колодцах, число дворов — 19, число жителей: 46 м. п., 50 ж. п. (1862 год)

Согласно подворной переписи 1882 года в деревне проживали 25 семей, число жителей: 75 м. п., 67 ж. п.; разряд крестьян — временнообязанные.
В конце XIX — начале XX века деревня административно относилась к Путиловской волости 1-го стана Шлиссельбургского уезда Санкт-Петербургской губернии. По приходским данным население деревни было смешанным — финско-русским.
С 1917 по 1921 год деревня Замошье входила в состав Замошского сельсовета Лукинской волости Шлиссельбургского уезда.
С 1921 года в составе Мучихинского сельсовета.
С 1922 года в составе Путиловской волости.
С 1923 года в составе Ленинградского уезда.
С 1924 года в составе Сассарского сельсовета.
Согласно данным переписи населения СССР 1926 года в деревне Замошье проживали 273 человека — большинство русские, а также ингерманландцы.
С февраля 1927 года в составе Мгинской волости, с августа 1927 года в составе Мгинского района.
По данным 1933 года деревня Замошье входила в состав Сассарского сельсовета Мгинского района.
До начала Великой Отечественной войны в деревне проживало финское население.

План деревни Замошье. 1941 год

Согласно топографической карте РККА 1941 года деревня насчитывала 50 дворов. В центре деревни находилась часовня, на южной окраине — школа.
С 1954 года в составе Путиловского сельсовета.
В 1958 году население деревни Замошье составляло 106 человек.
С 1960 года в составе Волховского района.
По данным 1966 и 1973 годов деревня Замошье входила в состав Путиловского сельсовета Волховского района.
По данным 1990 года деревня Замошье входила в состав Назиевского поссовета Кировского района.
В 1997 году в деревне Замошье Назиевского поссовета проживали 19 человек, в 2002 году — также 19 человек (русские — 90 %).
В 2007 году в деревне Замошье Назиевского ГП — 34.

## География
Деревня расположена в северо-восточной части района на автодороге 41К-541 (Мучихино — Назия).
Расстояние до административного центра поселения — 9 км.
К югу от деревни проходит железнодорожная линия Мга — Волховстрой I и расположен остановочный пункт платформа 77 км. Расстояние до ближайшей железнодорожной станции Жихарево — 2 км.
К востоку от деревни протекает река Ковра.

## Демография
| 1862 | 2007 | 2010 | 2017 |
| ---- | ---- | ---- | ---- |
| 96   | ↘34  | ↘11  | ↘8   |